# カラペッレ・カルヴィージオ
カラペッレ・カルヴィージオ（イタリア語: Carapelle Calvisio）は、イタリア共和国アブルッツォ州ラクイラ県にある、人口約100人の基礎自治体（コムーネ）。

## 地理

### 位置・広がり

#### 隣接コムーネ
隣接するコムーネは以下の通り。括弧内のTEはテーラモ県所属を示す。
- カラーショ
- カペストラーノ
- カポルチャーノ
- カステルヴェッキオ・カルヴィージオ
- イーゾラ・デル・グラン・サッソ・ディターリア (TE)
- ナヴェッリ
- サン・ピーオ・デッレ・カーメレ
- サント・ステーファノ・ディ・セッサーニオ